# المجلس الأعلى للانتخابات (تركيا)
 المجلس الأعلى للانتخابات (بالتركية: Yüksek Seçim Kurulu) هي أعلى سلطة انتخابية في تركيا. تم إنشاؤه بموجب قانون انتخاب النواب رقم. 5545 في 16 فبراير 1950. بعد انقلاب عام 1960، حصل المجلس الانتخابي الأعلى على السلطة الدستورية بموجب دستور 1961 . واجبها هو ضمان التمسك بمبادئ وقواعد الدستور.
يتألف المجلس الانتخابي الأعلى من رئيس وستة أعضاء وأربعة أعضاء بديلين من محكمة النقض ومجلس قضاة الدولة .